# Spoorlijn Paulhan - Montpellier
De spoorlijn Paulhan - Montpellier was een Franse spoorlijn van Paulhan naar Montpellier. De lijn was 39,8 km lang en heeft als lijnnummer 694 000.

## Geschiedenis
De lijn werd geopend door de Compagnie des Chemins de fer du Midi op 8 november 1869. Personenvervoer werd opgeheven op 14 november 1970, tegelijk met het het goederenvervoer tussen Campagnan en Villeveyrac. Tussen Paulhan en Campagnan was er goederenvervoer tot 28 mei 1978, tussen Villeveyrac en Fabrègues tot 19 juni 1987 en tussen Fabrègues en Montpellier tot 1998.

## Aansluitingen
In de volgende plaatsen is of was er een aansluiting op de volgende spoorlijnen:
Paulhan
RFN 730 000, spoorlijn tussen Faugères en Paulhan
RFN 732 000, spoorlijn tussen Vias en Lodève
Montbazin - Gigean
RFN 731 000, spoorlijn tussen Sète-Ville en Montbazin-Gigean
Montpellier-Saint-Roch
RFN 810 000, spoorlijn tussen Tarascon en Sète-Ville